# Cratyna oxyura
Cratyna oxyura är en tvåvingeart som först beskrevs av Edwards 1931.  Cratyna oxyura ingår i släktet Cratyna och familjen sorgmyggor. Inga underarter finns listade i Catalogue of Life.